# Szent Ilona-szigeti fülbemászó
A Szent Ilona-szigeti fülbemászó (Labidura herculeana) a rovarok (Insecta) osztályának fülbemászók rendjébe, ezen belül a Labiduridae családba tartozó faj.

## Előfordulása
Egyedül Szent Ilona-szigetének területén őshonos (endemikus) faj. Kihalt, az utolsó példányát 1967-ben látták.

## Megjelenése és életmódja
A Szent Ilona-szigeti fülbemászó 84 milliméteres hosszával a legnagyobb a fülbemászók között. Teste fényes fekete, lábai vöröses színűek. Egy pár szárnya van mindössze, szárnyfedői rövidek. Általában eső után és kizárólag éjjel jön elő rejtekhelyéről.

## Felfedezése
A Szent Ilona-szigeti fülbemászót először 1798-ban írta le új fajként Johan Christian Fabricius. Megkülönböztetése elég nehézkes volt a hasonló, ámde kisebb méretű Labidura riparia fajtól, így kevés figyelmet kapott. 1962-ben két ornitológus, Douglas Dorward és Philip Ashmole újra felfedezte a fajt, miközben madártani tanulmányúton voltak. A talált rovart Arthur Loveridge határozta meg, és a Labidura loveridgei nevet adta neki, mígnem 1965-ben visszakapta eredeti nevét.

## Fordítás
- Ez a szócikk részben vagy egészben  a   Saint Helena earwig című angol Wikipédia-szócikk fordításán alapul.  Az eredeti cikk szerkesztőit annak laptörténete sorolja fel. Ez a jelzés csupán a megfogalmazás eredetét és a szerzői jogokat jelzi, nem szolgál a cikkben szereplő információk forrásmegjelöléseként.